# Dzieruki
Dzieruki (biał. Дзерукі; ros. Деруки) – dawna wieś na Białorusi, w obwodzie witebskim, w rejonie brasławskim, w sielsowiecie Plusy.
Wieś została zniesiona w 2011.

## Historia
W czasach zaborów wieś leżała w granicach Imperium Rosyjskiego.
W latach 1921–1939 wieś leżała w Polsce, w województwie nowogródzkim (od 1926 w województwie wileńskim), w powiecie brasławskim, w gminie Plusy.
Według Powszechnego Spisu Ludności z 1921 roku zamieszkiwały tu 104 osoby, 88 było wyznania rzymskokatolickiego, a 16 staroobrzędowego. Jednocześnie 15 mieszkańców zadeklarowało polską przynależność narodową, 73 białoruską, a rosyjską. Było tu 20 budynków mieszkalnych. W 1931 w 25 domach zamieszkiwało 115 osób.
Wierni należeli do parafii rzymskokatolickiej i prawosławnej w Brasławiu. Miejscowość podlegała pod Sąd Grodzki w Brasławiu i Okręgowy w Wilnie; właściwy urząd pocztowy mieścił się w Plusach.
W wyniku napaści ZSRR na Polskę we wrześniu 1939 miejscowość znalazła się pod okupacją sowiecką. Od czerwca 1941 roku pod okupacją niemiecką. W 1944 miejscowość została ponownie zajęta przez wojska sowieckie i włączona do Białoruskiej SRR.
Od 1991 w składzie niepodległej Białorusi.